# Зеркальный радиотелескоп Геруни
РОТ-54/2.6 или Зеркальный радиотелескоп Геруни — первый в мире радио-оптический телескоп. Создан советским учёным армянского происхождения Парисом Мисаковичем Геруни в 1985 году.
Инструмент расположен на склоне горы Арагац, Армения, на территории Научного центра Арагаца.

## Расположение
Расположен в живописной горной местности, всего в 40 километрах от Еревана, у сел Оргов и Тегер, на горе Арагац, на высоте 1711 метров над уровнем моря. С территории телескопа можно увидеть средневековый монастырь Тегер, который находится в нескольких сотнях метров.

## Строительство
В далеком 1964 году молодой и амбициозный Парис Мисакович, выпускник Московского энергетического института, занимавший должность заместителя директора по науке Института радиофизики и электроники АН Армянской ССР, предложил Сергею Королёву принципиально новую систему наблюдения за космическим пространством.
Макет Геруни, который увидел Королёв, поразил великого конструктора: армянский исследователь предлагал создать первый в мире радиооптический телескоп, в котором главное сферическое зеркало неподвижно, а прицеливаться нужно с помощью второго, вспомогательного зеркала.
Королёв одобрил предложение Геруни, и после различных бюрократических проволочек команде ученых под руководством Париса Мисаковича удалось начать строительство телескопа. РОТ-54/2.6 был спроектирован и построен в НИИ радиофизики (Ереван) в 1975-1985 годах на территории Арагацского научного центра НИИР, на высоте чуть более 1700 метров. РОТ имеет неподвижное сферическое радиозеркало диаметром 54 метра (изначально Геруни планировал сделать неподвижное зеркало диаметром 100 или даже 200 метров, однако согласовать финансирование удалось лишь по проекту меньшего размера) и оптическое зеркало диаметром 2,6 метра (отсюда — аббревиатура телескопа).
Разрешение на само строительство Геруни получил в 70-х, а с 1981 по 1985 год шла активная фаза постройки телескопа, которая тоже уникальна. При помощи взрывов на склоне горы Арагац создали котлован, затем в нем залили бетонную чашу. В нее «замуровали» 3600 щитов из высокопрочных сплавов на основе алюминия с добавками меди, магния и марганца, которые крепились на железных трубах. Особую техническую сложность представляла полировка щитов (со средним размером один на один метр), которыми вымощено зеркало телескопа, ведь от качества поверхности щитов зависит прием радиоволн в миллиметровом и субмиллиметровом диапазонах. Поэтому каждая панель зеркала была вручную отлита и обработана с точностью 70 микрон.
Чтобы реализовать эту трудоемкую задумку, построили литейный цех, в котором установили привезенный из России крупный карусельно-токарный станок для доводки поверхности отлитых щитов до нужной точности. Как рассказывает биограф Геруни Рубен Тер-Антонян: «В Ереване Геруни нашел старого мастера по литью алюминия, который уже вышел на пенсию, и убедил его, что он единственный, кто способен качественно отлить нужное количество щитов».
К 1987 году достроили всю необходимую инфраструктуру и телескоп был сдан в эксплуатацию, а чуть раньше, в 1986-м, Парис Мисакович Геруни получил патент № 1377941 с присвоением изобретению названия «Зеркальный радиотелескоп Геруни».

## Реставрация
Несмотря на то что с 1995 по 2010 год провели работы по реструктуризации вычислительной системы управления радиотелескопом, настройке и программированию нового специального программного обеспечения, а также программу по научному сотрудничеству с Астрономическим обществом России и Национальным техническим университетом Афин, на сегодня более половины строений на территории ГЭЦАИ заброшены, а РОТ 54/2.6 перестали эксплуатировать с 2012 года.
Потому что для дальнейшей эксплуатации телескопа нужно обновить систему управления, провести комплексную юстировку, сменить устаревшие аналоговые датчики на цифровые, модернизировать систему обработки данных. Все это обойдется, по оценкам экспертов, в сумму около $25 млн. Государство на данный момент не может выделить требуемые средства, поэтому весь исследовательский комплекс находится на консервации. 
В 2019 подготовлен проект по реставрации. Реализацию планируют начать уже в 2019 году.
Конец 2024 - никаких реставрационных работ не начато.